# Приимков-Ростовский, Иван Наумович (Богданович)
Князь Иван Наумович (Богданович) Приимков-Ростовский (ум. после 1677) — русский государственный и военный деятель, стряпчий, дворянин московский, голова, воевода и окольничий во времена правления Михаила Фёдоровича и Алексея Михайловича.
Из княжеского рода Приимковы-Ростовские. Старший сын князя Наума (Богдана) Ивановича Приимкова-Ростовского. Имел братьев, князей: Василия и Семёна Наумовичей.

## Биография
В 1627—1629 годах служил при царском дворе стряпчим «с платьем». В 1636 году упоминается в звании стряпчего. В 1643 году был пожалован в дворяне московские и упоминается в Боярской книге в данном чине в 1668 году. В 1643 году послан из Москвы в Тверь воеводою, в январе 1644 года встречал с посадскими и чёрными людьми датского королевича Вальдемара. Упомянут тверским воеводой и в 1647 году, но с отчеством Богданович.
В 1648 году князь И. Н. Приимков-Ростовский сопровождал царицу Марию Ильиничну на богомолье в Троице-Сергиеву лавру. С 1649 по апрель 1651 года заседал первым судьёю в Земском приказе. В 1650 году во время приёма царем Алексеем Михайловичем курляндского посланца в Золотой палате князь Иван Приимков-Ростовский встречал его в сенях. В 1652 году сопровождал царицу Марию Ильиничну в Саввин монастырь.
В 1653 году — воевода в Переяславле-Рязанском. В ноябре 1654 года послан в Рязань на службу смотреть дворян, детей боярских и новиков. В 1654—1655 годах — голова у «огней государевых» во время двух походов русской армии под предводительством царя Алексея Михайловича на Речь Посполитую.
С 17 февраля 1656 по 1659 год — первый воевода в Томске. В 1660 году окольничий князь Иван Наумович Приимков-Ростовский был назначен в окраинный разряд, в Венев, в июне вновь воевода в Рязани. В январе 1661 года царь Алексей Михайлович велел князю И. Н. Приимкову-Ростовскому прибыть из Рязани к себе в Москву, распустив при этом по домам служилых людей, по возвращении в феврале удостоен быть «у руки» Государя.
В 1674 году в Светлое Христово Воскресенье князь Иван Наумович Приимков-Ростовский был в числе лиц, которым царь пожаловал «свои государские очи видеть в комнате». В 1677 году в должности «походного московского дворянина», служил при царице Наталье Кирилловне, второй жене Алексея Михайловича.

## Семья
От брака с неизвестной имел детей:
- Князь Приимков-Ростовский Андрей Иванович (?) — стольник, дворянин московский (1676—1688), дневал и ночевал в Архангельском соборе у гроба царя Фёдора Алексеевича (май 1682).
- Князь Приимков-Ростовский Никита Иванович — воевода, окольничий и боярин.
- Князь Приимков-Ростовский Юрий Иванович — известен по родословным, бездетный.

## Критика
По неизвестной причине, дети отца князя Наума (Богдана) Ивановича, в боярских и разрядных книгах иногда пишутся Богдановичами, а частью — Наумовичами.
М. Г. Спиридов показывает Ивана Наумовича старшим сыном, а брата Юрия младшим. Князь Андрей Иванович в поколенной росписи происходящей от отца Наума Ивановича — отсутствует и он показан единственным сыном князя Ивана Ивановича Приимкова-Ростовского. Только о двух братьях Никите и Юрии Наумовичах упоминает и в «Истории родов русского дворянства» П. Н. Петров.